# Filimaua Fatu
Filimaua Fatu (14 novembre 1987) è un calciatore samoano americano, di ruolo attaccante.